# 逆手炮
逆手炮，或稱列手炮、後手炮、列炮、逆炮，象棋佈局一種。具體走法是：先手走炮二平五，後手應以砲２平５。由於雙方移動不同方向的中炮，故名。和順手炮一樣，其特點是對攻性強。可是如果黑方步步跟隨紅方，紅方會有優勢。順手炮和逆手炮，目的均是對衡對方的中炮，屬於「鬥炮局」。
此局優點為取後中先，對方如打中兵，則可行（士６進５），車馬均可先出（馬８進７）、（車９平８），轉後手為先手，亦可令對手之中炮處於困境，否則同一佈置，針鋒相對，亦令其無隙可乘。
逆手炮還可以分為：大逆手炮、小逆手炮、半途列炮